# Pilzno 7
Pilzno 7 (czeski: Plzeň 7) – dzielnica miejska w północno-zachodniej części miasta statutowego Pilzna. W 2009 roku zarejestrowane były 432 adresy.